# Epiclytus insolitus
Epiclytus insolitus är en skalbaggsart som beskrevs av Holzschuh 1991. Epiclytus insolitus ingår i släktet Epiclytus och familjen långhorningar.
Artens utbredningsområde är Laos. Inga underarter finns listade i Catalogue of Life.